# Ballada o Beringe i ego druz'jach
Ballada o Beringe i ego druz'jach (Баллада о Беринге и его друзьях; letteralmente: «Ballata su Bering e i suoi amici») è un film del 1970 diretto da Jurij Afanas'evič Šnyrёv.